# Amami (Manuela Zanier)
Amami è un brano musicale scritto da Paolo De Lazzaro, Roberto Russo e Manuela Zanier, interpretato dalla stessa cantante italiana e pubblicato come singolo nel 2003.
La canzone partecipò al Festival di Sanremo, piazzandosi al dodicesimo posto nella sezione Giovani.
Nello stesso anno era presente al Festival anche Anna Tatangelo, che la Zanier avrebbe ritrovato oltre 7 anni dopo come giudice della quarta edizione di X Factor.